# Овсій Домар
Овсій Девід Домар (англ. Evsey Domar, 16 квітня 1914, м. Лодзь, Польща — 1 квітня 1997, Массачусетс, США) — американський економіст, представник кейнсіанства. Професор Массачусетського технологічного інституту. Спільно з Роєм Харродом є автором моделі Харрода — Домара.

## Життєпис
Овсій Домар народився 16 квітня 1914 року в польському місті Лодзь, яке було частиною Росії в той час. Він навчався та виховувася російською мовою, а потім емігрував у 1936 році в Сполучені Штати.
У 1939 році отримав ступінь бакалавра мистецтв з UCLA, магістра наук Університет Мічигану в 1940 році, магістра наук Гарвардський університет в 1943 році, а також докторський ступінь у Гарварді в 1947 році.
У 1946 р. Овсій Домар одружився з Каролою Розенталь. Пара мала двох дочок.
Він був професором  Університету Карнегі-Меллон,  Університету Чикаго,  Університету Джонса Гопкінса, а потім  Массачусетського технологічного інституту з 1957 року до кінця 2007 року.
Овсій Домар був президентом асоціації порівняльної економіки та членом ряду інших академічних організацій, включаючи  Американську академію мистецтв і наук, Економетричне товариство, і Центр передових досліджень у поведінкових науках. Овсій Домар був у виконавчому комітеті Американської економічної асоціації з 1962 до 1965 року і став віце-президентом організації в 1970 році.
Він працював в RAND Корпорації,  Фундації Форда, Інституті Брукінгса, Національному науковому фонді, Battelle Memorial Institute і Інституті оборонного аналізу.
Овсій Домар помер 1 квітня 1997 року в лікарні Emerson в Конкорд, Массачусетс.

## Внесок в науку
О. Домар є одним з творців моделі динамічної рівноваги Харрода — Домара — моделі економічного зростання, заснованої на кейнсіанської методології. У моделі визначається темп економічного зростання як функція темпів зростання чисельності населення і капіталу. Згідно Домару, для підтримки стійкого зростання при повній зайнятості необхідно, щоб зростання доходів відповідало росту виробничих потужностей. Домар висунув гіпотезу про те, що інвестиції створюють виробничі потужності, які будуть використані тільки коли дохід виросте в наступному періоді, що в свою чергу вимагає ще більших інвестицій і т. д. Умови зростання з постійними темпами відрізняються від умов статичної рівноваги в періоді.
Домар розповідав, що в 1941—1942 роках його спантеличила схема в книзі Елвіна Хансена «Бюджетна політика і ділові цикли» (англ. Fiscal Policy and Business Cycles, 1941), яка демонструвала вплив постійного потоку інвестицій на національний дохід. Домар прийшов до висновку, що подібний потік призводить не до постійного, а до зростаючого доходу, виклавши свої ідеї в статті «Борговий тягар і національний дохід» (англ. The Burden of the Debt and the National Income, 1944), яка, в свою чергу, зумовила в подальшому появу інших статей, в тому числі «Розширення капіталу, темпів зростання і зайнятості» (англ. Capital Expansion, Rate of Growth and Employment, 1946). У цих статтях Домар використовував темп зростання як інструмент в дослідженні економічних проблем, републікуючи їх в «Нарисах з теорії економічного зростання» (англ. Essays in the Theory of Economic Growth, Oxford University Press, 1957).

## Основні праці
- Домар О. Д. Про міжнародні співставлення економічної ефективності // Радянсько-американський симпозіум економістів. Москва, 8-21 червня 1976 г. М.: Прогресс, 1978.
- Domar E. The «Burden of the Debt» and the National Income// The American Economic Review, Vol. 34, No. 4 (Dec., 1944), pp. 798—827
- Domar E., Musgrave R. Proportional Income Taxation and Risk-Taking // QJE, 1944
- Domar E. Capital Expansion, Rate of Growth and Employment// Econometrica, Vol. 14, No. 2, April 1946. pp. 137—147
- Domar E. Expansion and Employment// The American Economic Review, Vol. 37, No. 1, March, 1947, pp. 34-55
- Domar E. The Problem of Capital Accumulation, AER, 1948
- Domar E. Capital Accumulation and the End of Prosperity, Econometrica Supplement: Proceedings of Internat. Statistical Conference, 1949
- Domar E. The Effect of Foreign Investment on the Balance of Payments, AER, 1950
- Domar E. A Theoretical Analysis of Economic Growth, AER, 1952
- Domar E. The Case for Accelerated Depreciation, QJE, 1953
- Domar E. Depreciation, Replacement and Growth, EJ, 1953
- Domar E. Essays in the Theory of Economic Growth, 1957
- Domar E. On the Measurement of Technological Change, EJ, 1961
- Domar E. On Total Productivity and All That, JPE, 1962
- Domar E. Total Productivity and the Quality of Capital, JPE, 1963
- Domar E. The Soviet Collective Farm as a Producer Co-Operative, AER, 1966
- Domar E. An Index-Number Tournament, QJE, 1967
- Domar E. The Causes of Slavery or Serfdom: A hypothesis, JEH, 1970
- Domar E. On The Optimal Compensation of a Socialist Manager, QJE, 1974
- Domar E. On the Profitability of Russian Serfdom, JEH, 1984
- Domar E. Capitalism, Socialism, and Serfdom, 1989
- Domar E. How I Tried to Become an Economist// Eminent Economists: Their Life Philosophies /ed. M. Szenberg, — Cambridge University Press, 1992.